# Château du Plessis-Bourré
 (octobre 2018).
Si vous disposez d'ouvrages ou d'articles de référence ou si vous connaissez des sites web de qualité traitant du thème abordé ici, merci de compléter l'article en donnant les références utiles à sa vérifiabilité et en les liant à la section « Notes et références ».
Le château du Plessis-Bourré est situé sur le territoire de la commune d’Écuillé en Maine-et-Loire, à une quinzaine de kilomètres au nord d’Angers, à mi-chemin des vallées de la Mayenne et de la Sarthe. Il figure parmi les châteaux de la Loire n’ayant que peu subi de modifications quant à leur architecture extérieure depuis sa construction, il y a plus de cinq siècles, ce qui en fait un lieu très sollicité pour des tournages.

## Historique
Au XIVe siècle, le Plessis-le-Vent appartenait à Roberte de La Haye (probablement La Haye-Jouslain) et son mari Geoffroy III des Roches (de la famille du sénéchal), châtelain de Longué, sire de Jarzé et de La Faigne. Le Plessis suit alors le sort de la châtellenie de Longué et de la seigneurie de Jarzé : au XVe siècle, il est hérité par les Sainte-Maure de Montgauger, puis Charles Ier de Sainte-Maure, 1er comte de Nesle en 1466, vendit le tout à Jean Bourré.
Jean Bourré (1424-1506), grand argentier et principal confident du roi de France Louis XI, a fait l’acquisition du domaine du Plessis-le-Vent, propriété de la famille de Sainte-Maure, le 26 novembre 1462 (plus la châtellenie de Longué et la seigneurie de Jarzé par étapes entre 1461/1462 et 1473). Sur cet ancien manoir, il fit construire, de 1468 à 1473, le château actuel. Jean Bourré étant souvent absent, c'est sa femme, Marguerite de Feschal, qui veille au bon déroulement des travaux depuis le château de Vaux.
Plus tard, son dernier fils Charles Bourré « le Jeune » (1483-1534) fut chambellan du roi, seigneur de Vaux et de Beaumont (est-ce Crémaillé Beaumont à Miré ?).
Le château reçut la visite de deux rois de France au XVe siècle :
- Louis XI, le 17 avril 1473, lors d'un pèlerinage à Notre-Dame de Béhuard ;
- Charles VIII, le 10 juin 1487, accompagné de sa sœur aînée, la régente Anne de Beaujeu.

La succession est assurée par les descendants de Charles Bourré « le Jeune », dont — par le mariage en 1572 de sa petite-fille Renée Bourré avec René du Plessis — les du Plessis de la Roche-Pichemer, devenus les du Plessis de Jarzé, comtes du Plessis-Bourré et marquis de Jarzé : le plus célèbre est leur petit-fils René du Plessis (1613-† 21 janvier 1676 ; « le Beau Jarzé », lié au Grand Condé), fils de leur fils François du Plessis de Jarzé (1588-1642 ; époux (1612) de Catherine de Beaumanoir-Lavardin). « le Beau Jarzé » et sa femme Catherine Amy († 1675) sont les parents d'Urbain-Charles († prédécédé en juin 1672 ; x 1663 Marie-Louise de St-Offange de La Pouëze, † 1694), père lui-même de Marie-Urbain-René « Bras d'argent » (1664-† 28 août 1723 ; il avait perdu un bras en 1688 à Philipsbourg ; sans postérité de sa femme Anne-Thérèse de Goury).
Le Plessis-Bourré et le marquisat de Jarzé passent alors à Camille Savary de Brèves (1663-1732 ; petit-fils de Camille Savary de Brèves et Catherine du Plessis-Jarzé — sœur du « Beau Jarzé » — mariés en 1634).
Les aliénations par les Savary de Brèves commencent en 1730 (le marquisat de Jarzé sera lui aussi liquidé), et le 18 novembre 1751 le château et le domaine du Plessis-Bourré sont achetés par la famille de La Planche de Ruillé (pour 195 000 livres, par Marie Pissonnet de Bellefonds, veuve de René-Pierre de La Planche de Ruillé qu'elle avait épousé en 1738) ; leur fils Jean-Guillaume, comte de Ruillé, né en 1739, député de la noblesse aux États généraux, est mis à mort en janvier 1794 par des révolutionnaires d’Angers ; son gendre Jean-Joseph de Terves meurt au château le 19 octobre 1835.
En 1850, le château est à vendre. Personne ne veut l’acheter et le château risque d’être transformé en carrière de tuffeau, quand maître Victor Avenant, notaire à Angers, soucieux de préserver le site, décide de l’acquérir en 1851 (avec le domaine : encore 440 hectares, dont 88 de bois, malgré les aliénations et partages antérieurs), pour 500 000 francs.
En 1911, il est acheté par Henri Vaïsse, neveu de Claude-Marius Vaïsse, préfet et sénateur du Rhône sous le Second Empire, surnommé le « Haussmann Lyonnais ». À son décès, Henri Vaïsse lègue le château à son neveu, François Reille-Soult de Dalmatie, député du Tarn (descendant du maréchal Reille (1775-1860), et en ligne féminine des maréchaux d'Empire Soult et Masséna). Le nouveau propriétaire l’ouvre au public et crée le circuit de visite.
En 1978, Antoinette de Croix ( fille de Marie Andrée Reille-Soult de Dalmatie) et son époux, Bruno Bruno de Ferrières de Sauvebœuf, reprennent la gestion du château et de ses terres.
Depuis 1985, la gestion de la propriété est assurée par la SCI du Plessis-Bourré  dont les gérants sont Jean-Francois Reille-Soult de Dalmatie et Aymeric d'Anthenaise (descendant de la famille Reille-Soult de Dalmatie).
Le château est classé (avec la pièce d'eau, les douves et les avenues) au titre des monuments historiques, par arrêté du 1er juin 1931.

## Description
L’espace aménagé autour du château recrée l’illusion que le château sort des eaux qui l’entourent.
En raison de ses larges douves que franchit un pont de quarante-quatre mètres de long et d’une architecture clairement défensive - double pont-levis, donjon et chemin de ronde - c’est une forteresse, mais aussi une résidence d’agrément.
C’est cette particularité qui lui confère les qualités d’un château dit de transition, car il témoigne de l’arrivée de la Renaissance (hautes fenêtres à meneaux, grands salons…), tout en conservant les caractéristiques de la place forte (quatre tours massives, douves, ponts-levis et chemin de ronde).
Particularité architecturale, les douves ne baignent pas directement les murs de la forteresse, une petite terrasse, large de trois mètres, permet aux artilleurs de prendre position tout autour du château.

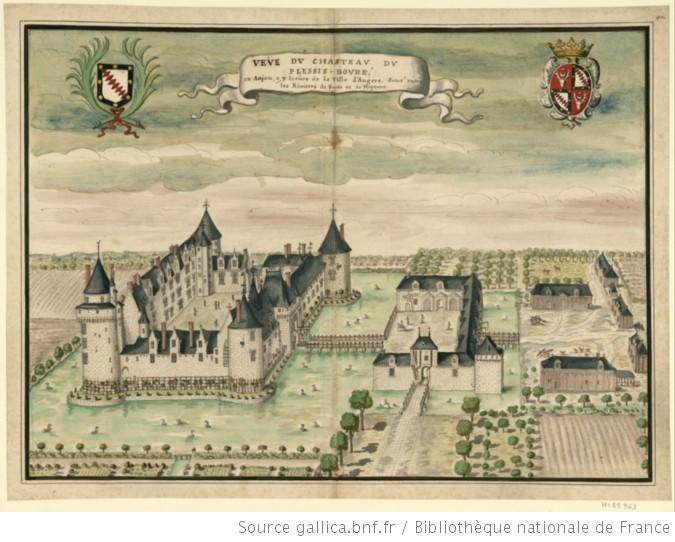
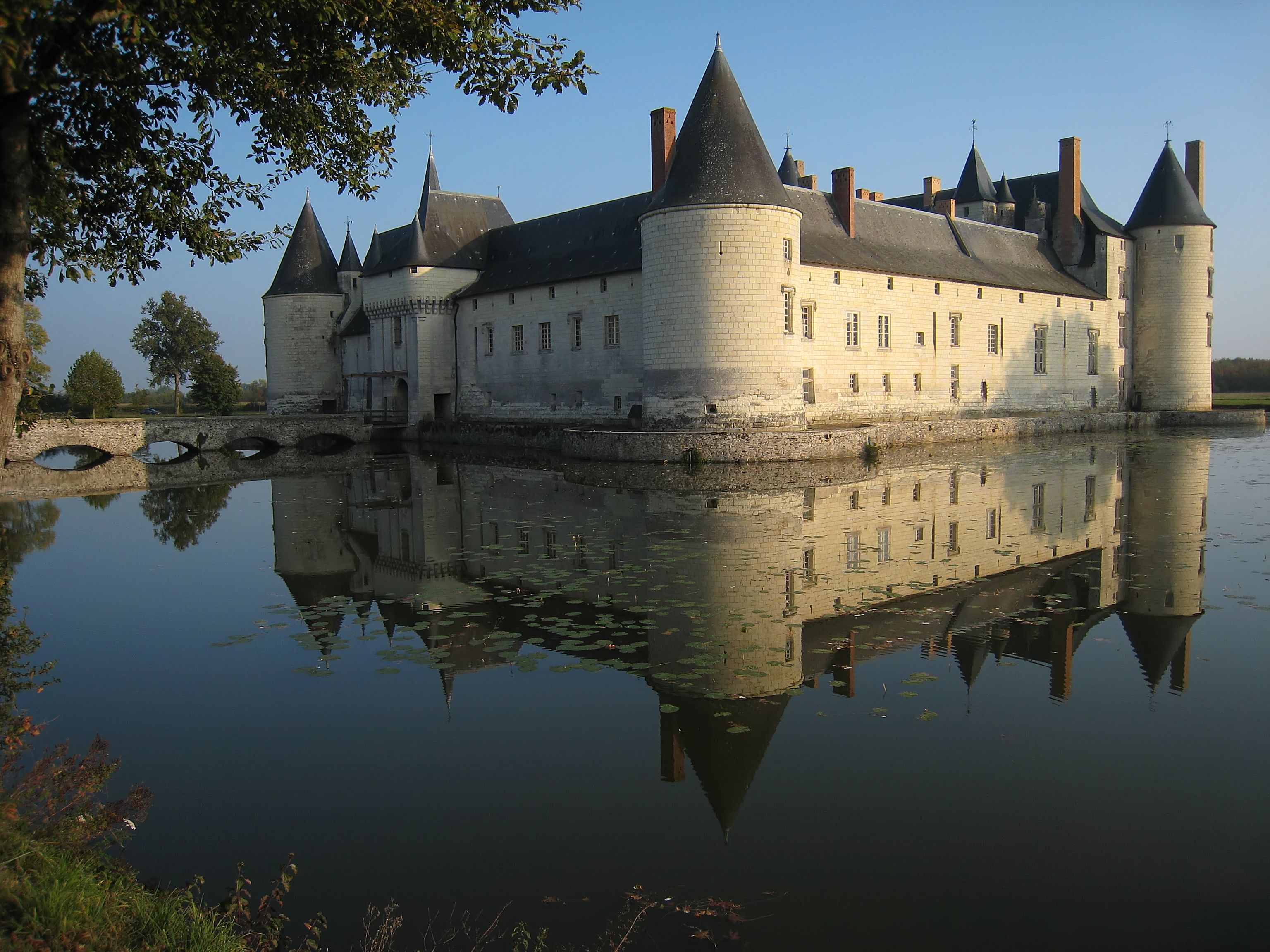
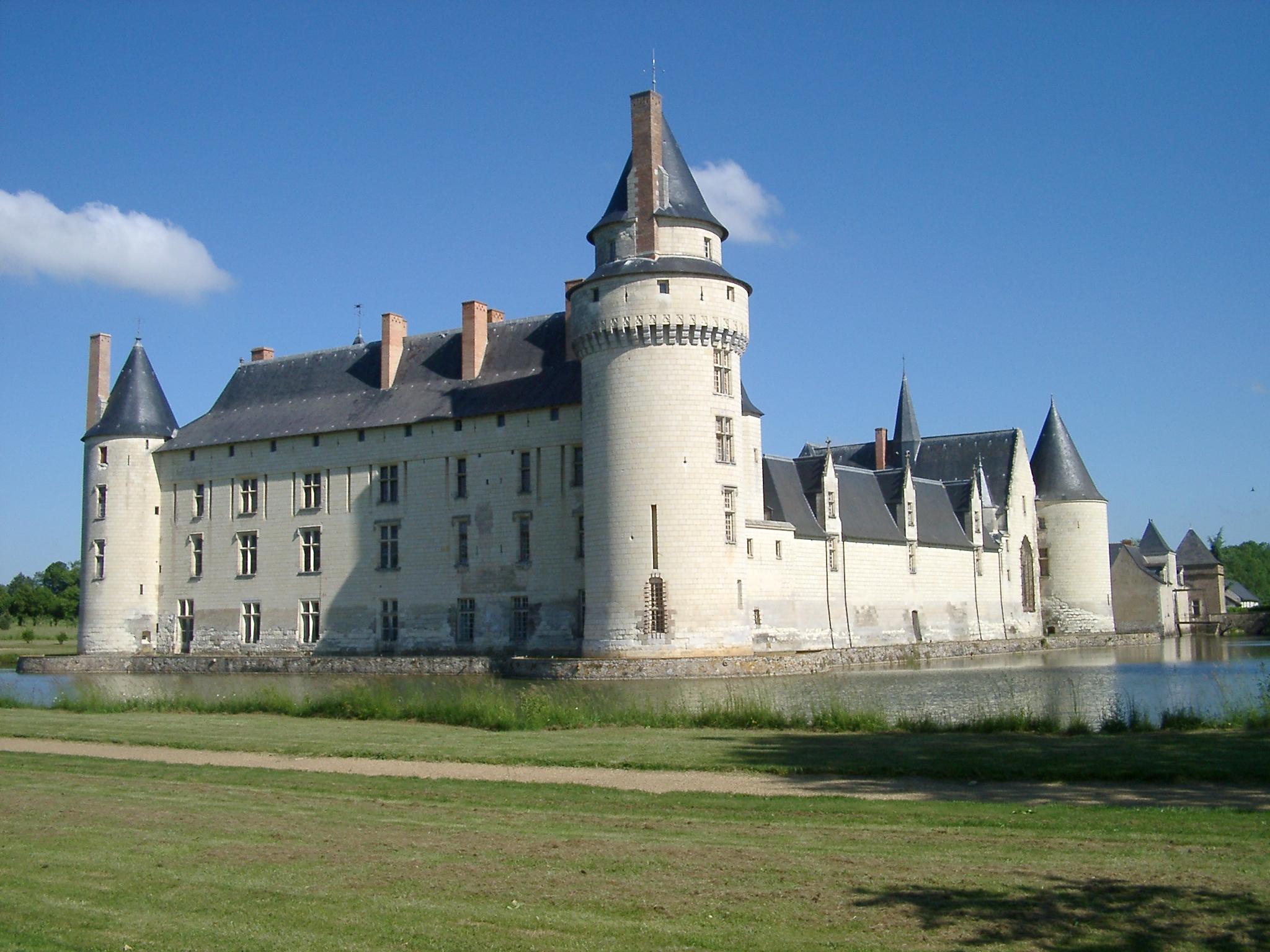
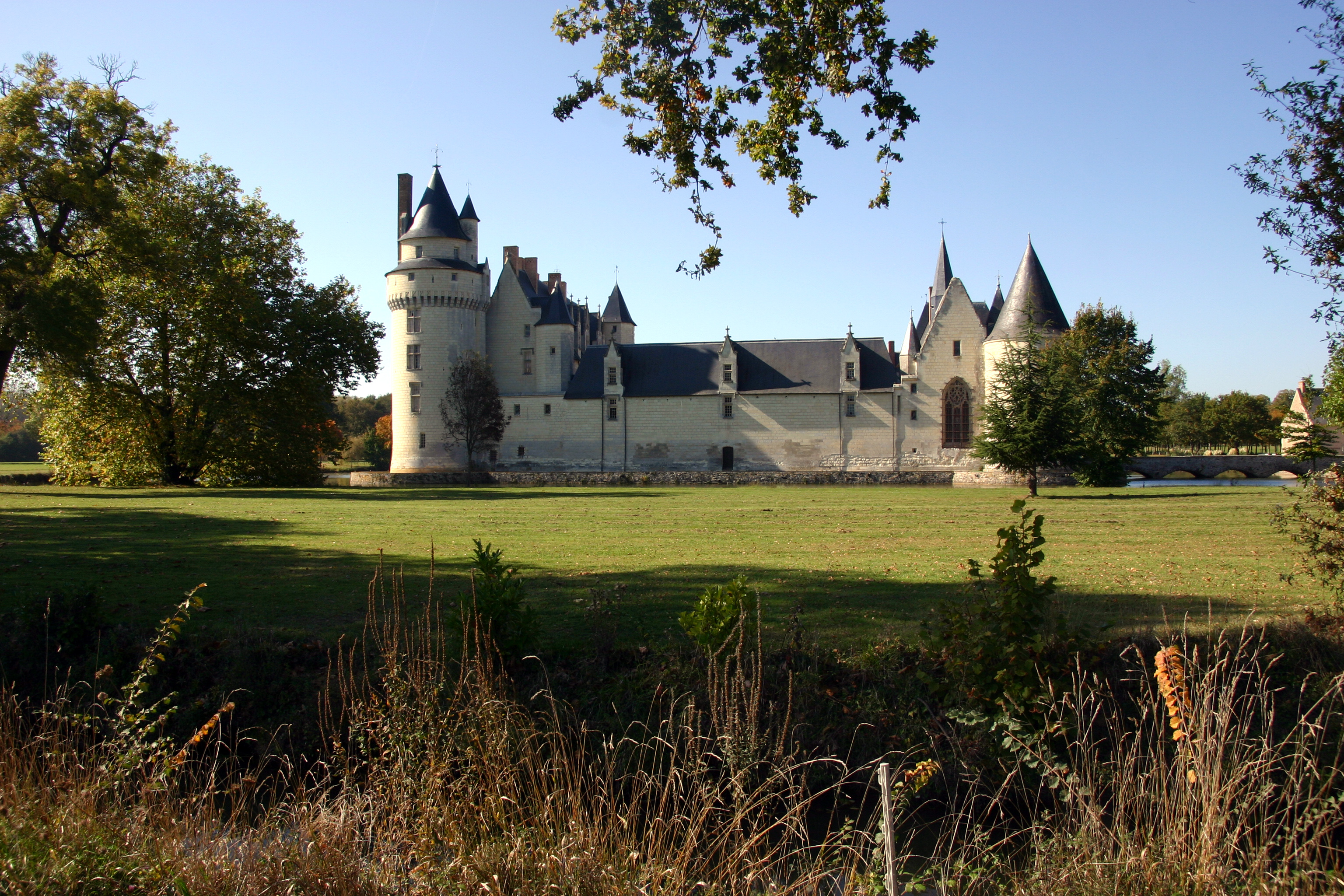

## Objets classés
Le château abrite aussi des chefs-d'œuvre, tapisseries, tableaux, boiseries et meubles :
- le plafond à caissons de la salle des gardes forme vingt-quatre tableaux. L’auteur des peintures du plafond à caissons est anonyme. Six grands caissons comprennent chacun quatre hexagones ; seize de ces tableaux affichent une symbolique des alchimistes de l’époque, notamment inspiré des trois grands principes actifs : le mercure, le soufre et le sel ; les huit autres représentent des scènes proverbiales[5] et sont d’« esprit malin et hardi ». Cette hardiesse est telle que les tableaux furent dissimulés au XVIIIe siècle au regard des hôtes ;
- une Vierge aux douleurs, en bois polychrome ;
- deux tapisseries des Flandres, inspirées des Actes des Apôtres. Une tapisserie du martyre de saint Étienne ;
- un portrait de Jean Bourré en 1461, un autre de Marguerite de Feschal, son épouse et un portrait de Charles Bourré, peints au XVIIe siècle ;
- deux natures mortes signées de Quentin de la Tour ;
- de nombreux meubles sont aussi des objets classés[6].

## Un logis alchimique?
En 1945, l’hermétiste Eugène Canseliet publie Deux logis alchimiques, en marge de la science et de l'histoire qui prolongent Les demeures philosophales de Fulcanelli, et dans lequel il affirme que le château du Plessis-Bourré est orné de symboles alchimiques et ésotériques. Il n’y a cependant aucun élément historique qui permette cette interprétation, et, « l’idée que des monuments ou des œuvres d'art contiennent un symbolisme alchimique ne remonte qu'au XVIIe siècle,. »

## Cinéma et télévision
Le château a servi de décors à de nombreux films films parmi lesquels :
- 1970 : Peau d’Âne, film de Jacques Demy, avec Catherine Deneuve et Jean Marais ;
- 1980 : Louis XI, un seul roi pour la France, téléfilm de Jean-Claude Lubtchansky ;
- 1989 : Jeanne d’Arc, le pouvoir et l’innocence, téléfilm de Pierre Badel ;
- 1997 : Le Bossu, film de Philippe de Broca ;
- 2003 : Fanfan la Tulipe, film de Gérard Krawczyk, avec Vincent Perez et Penélope Cruz ;
- 2008 : La Reine et le Cardinal, téléfilm de Marc Rivière, diffusé en 2009, avec Philippe Torreton ;
- 2010 : La Princesse de Montpensier, film de Bertrand Tavernier ;
- 2010 : Louis XI, le pouvoir fracassé, téléfilm d’Henri Helman, diffusé en 2011, avec Jacques Perrin.